# Саргіс Мартиросян
Саргі́с Мартирося́н (вірм. Սարգիս Մարտիրոսյան, нім. Sargis Martirosjan, нар. 14 вересня 1986, Єреван, Вірменська РСР, СРСР) — австрійський важкоатлет вірменського походження, який виступає у ваговій категорії до 105 кг. Бронзовий призер Чемпіонату Європи у Бухаресті 2018. Учасник Олімпійських ігор 2016, п'ятиразовий чемпіон Австрії.

## Біографія
Саргіс Мартиросян народився 14 вересня 1986 року в Єревані. Важкою атлетикою почав займатися з 11 років у спортивній школі села Самахар (нині — Ґехакерт), де жив у той час. Здобув ступінь магістра в Вірменському державному інституті фізичної культури. Володіє російською, німецькою та вірменською мовами.
У 2005 році виграв молодіжну першість країни. Того ж року переїхав жити до Австрії, оскільки не мав шансів пробитися в молодіжну збірну Вірменії з важкої атлетики. У 2014 році отримав австрійське громадянство і почав виступати за збірну команду Австрії.
Живе в Бадені, тренується в клубі «SK Voest», Лінц. Проходить службу в армійському спортивному центрі ЗС Австрії, має звання капрал. Виступає в Німецькій Бундеслізі за клуб «Німеччина» з Обріггайма. Його спортивні кумири — американський боксер Мухаммед Алі й радянський важкоатлет Василь Алексєєв.

## Спортивні результати
| Рік  | Змагання                  | Місце проведення     | Вагова категорія | Ривок     | Поштовх   | Загалом двоборство | Місце |
| 2014 | Чемпіонат світу           | Алмати               | до 105 кг        | 180 кг    | 206 кг    | 386 кг             | 12    |
| 2015 | Чемпіонат Європи          | Тбілісі              | до 105 кг        | 180 кг    | 205 кг    | 385 кг             | 8     |
| 2015 | Чемпіонат Австрії         | Відень               | до 105 кг        | 160 кг    | 197 кг    | 357 кг             | 1     |
| 2015 | Чемпіонат світу           | Х'юстон              | до 105 кг        | 178 кг    | —         | —                  | DNF   |
| 2016 | Чемпіонат Європи          | Ферде                | до 105 кг        | 181 кг    | 200 кг    | 381 кг             | 10    |
| 2016 | International Fajr Cup    | Тегеран              | до 105 кг        | 183 кг NR | 203 кг    | 386 кг             | 2     |
| 2016 | Чемпіонат Австрії         | Шремс                | до 105 кг        | 165 кг    | 195 кг    | 360 кг             | 1     |
| 2016 | Літні Олімпійські ігри    | Ріо-де-Жанейро       | до 105 кг        | 179 кг    | 210 кг    | 389 кг             | 11    |
| 2017 | Чемпіонат Європи          | Спліт                | до 105 кг        | 181 кг    | 205 кг    | 386 кг             | 4     |
| 2017 | Чемпіонат Австрії         | Фельдкірхен-бай-Грац | до 105 кг        | 172 кг    | 205 кг    | 377 кг             | 1     |
| 2017 | Чемпіонат світу           | Анагайм              | до 105 кг        | 178 кг    | 203 кг    | 381 кг             | 11    |
| 2018 | Чемпіонат Європи          | Бухарест             | до 105 кг        | 182 кг    | 202 кг    | 384 кг             | 3     |
| 2018 | Чемпіонат світу           | Ашгабат              | до 109 кг        | 179 кг    | 210 кг    | 389 кг             | 13    |
| 2018 | Чемпіонат Австрії         | Браунау-на-Інні      | понад 105 кг     | 166 кг    | 191 кг    | 357 кг             | 1     |
| 2019 | Чемпіонат Європи          | Батумі               | до 109 кг        | 181 кг NR | 206 кг    | 387 кг NR          | 8     |
| 2019 | Кубок блакитних мечів     | Майсен               | до 109 кг        | 176 кг    | 207 кг    | 383 кг             | 1     |
| 2019 | Чемпіонат світу           | Паттайя              | до 109 кг        | 175 кг    | 208 кг NR | 383 кг             | 16    |
| 2019 | Чемпіонат Австрії         | Лінц                 | понад 109 кг     | 173 кг    | 195 кг    | 368 кг             | 1     |
| 2020 | Кубок Світу               | Рим                  | понад 109 кг     | 181 кг NR | 195 кг    | 376 кг             | 5     |
| 2020 | IWF Rogue World Challenge | Колумбус             | понад 109 кг     | 175 кг    | 190 кг    | 354 кг             | 3     |
| 2021 | Чемпіонат Європи          | Москва               | до 109 кг        | 175 кг    | 190 кг    | 365 кг             | 9     |
| 2021 | Відкритий чемпіонат       | —                    | до 109 кг        | 174 кг    | —         | —                  | DNF   |
| 2021 | Літні Олімпійські ігри    | Токіо                | до 109 кг        |           |           |                    |       |